# Château Poujeaux
 (juin 2023).
Le château Poujeaux est un domaine viticole de 70 ha d'un seul tenant dans le Médoc, situé à Moulis-en-Médoc en Gironde. Il produit de l'AOC moulis-en-Médoc, classé parmi les crus bourgeois.

## Histoire du domaine
Au XVIe siècle, le château appartenait à l'actuel Château Latour. Il était connu sous le nom de La Salle de Poujeaux.
En 1921, le château est acquis par François Theil. Il est vendu en 2008 à M. Philippe Cuvelier qui bénéficie des conseils de l'œnologue Stéphane Derenoncourt.

## Terroir
Au cœur de la commune de Moulis-en-Médoc se dresse la colline appelée Grand Poujeaux. Il s'agit d'une croupe graveleuse de plusieurs mètres d'épaisseur et qui date de la glaciation de Günz.
Sur un sol fait à 80 % de graves sur substrat de calcaire à Astéries, et 20 % argilo-calcaire, le vignoble est planté en cabernet sauvignon à 50 %, merlot à 40 %, petit verdot à 5 %, et cabernet franc à 5 %. Les raisins proviennent de vignes, dont la moyenne d'âge est de 30 ans.

## Vins
La cuvaison, de 20 à 25 jours, est menée dans des cuves en béton et inox avec des remontages réguliers. La fermentation malolactique a lieu dans des barriques en chêne. Après assemblage, le vin repose 12 mois en fûts de chêne, dont 50 % renouvelés annuellement.
Le second vin du château s'appelle La Salle de Poujeaux.